# Król Bólu
Król Bólu – zbiór opowiadań lub niewielkich powieści autorstwa Jacka Dukaja opublikowany nakładem Wydawnictwa Literackiego w 2010 roku. Zbiór ma stanowić podsumowanie ostatnich 15 lat twórczości autora. Powieści tytułowej, czyli Król Bólu i pasikonik przyznano nagrodę Nagroda im. Janusza A. Zajdla w 2010 roku.
Początkowo publikacja zbioru planowana była na 2005 rok, jednak niektóre z przeznaczonych do niego opowiadań uzyskało formę samodzielnych powieści (opublikowano Lód oraz Wroniec; Fabula, Rekursja oraz Stroiciel luster były w momencie publikacji Króla Bólu nadal rozwijane).
"Linia oporu", "Oko potwora", "Król Bólu i pasikonik" oraz "Piołunnik" są nowymi utworami, nie publikowanymi wcześniej..
Utwory zawarte w zbiorze są różnie klasyfikowane jako opowiadania lub powieści; jak zauważył jeden z recenzentów: "Już sam rozmiar utworów sugeruje, że to raczej powieści niż opowiadania." .

## Lista utworów
W skład zbioru wchodzi 8 utworów, z czego część nie była wcześniej publikowana:
- Linia oporu (pisane w okresie listopad 2008–wrzesień 2010)
- Oko potwora (pisane w okresie kwiecień 2008–maj 2010)
- Szkoła (pisane w okresie grudzień 1994–październik 1995, wcześniejsza publikacja: „Nowa Fantastyka” nr 170; 1996-11)
- Król Bólu i pasikonik (pisane w okresie grudzień 2004–luty 2005)
- Crux (pisane w okresie lipiec–grudzień 2003, wcześniejsza publikacja: zbiór PL +50. Historie przyszłości, 2004 rok)
- Serce Mroku (pisane w okresie listopad 1997–luty 1998, wcześniejsza publikacja: „Nowa Fantastyka” nr 194; 1998-11)
- Aguerre w świcie (pisane w okresie czerwiec–listopad 2000, wcześniejsza publikacja: antologia Wizje Alternatywne 3, 2001 rok)
- Piołunnik (pisane w okresie maj 2004–kwiecień 2005)[6][7]